# Charles Lelong

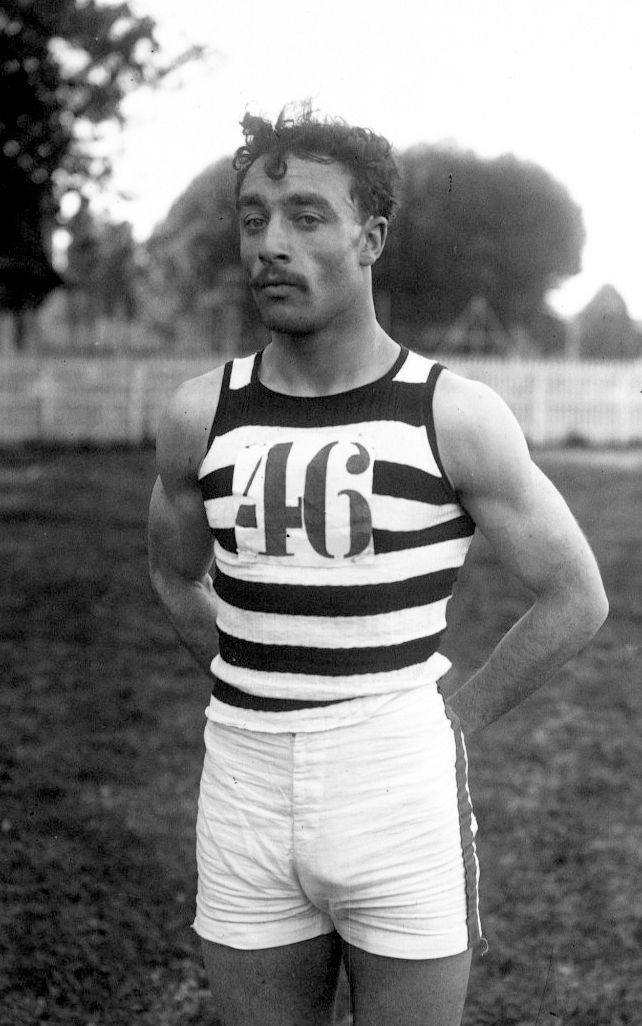
Charles Lelong, 1912

Charles Louis Lelong (* 18. März 1891 in Aunay-sur-Odon; † 27. Juni 1970 in Lannion) war ein französischer Sprinter.
1912 fuhr er als französischer Meister über 400 Meter zu den Olympischen Spielen in Stockholm. Dort gewann er seinen Vorlauf mit seiner persönlichen Bestzeit von 50,2 s, schied aber im Halbfinale aus. Über 100 und 200 Meter scheiterte er in der ersten Runde. In der 4-mal-400-Meter-Staffel gewann er Silber mit der französischen Mannschaft.